# Tamás Pető
Tamás Pető (* 8. Juni 1974 in Ajka) ist ein ehemaliger ungarischer Fußballspieler. Der Mittelfeldspieler war ungarischer Nationalspieler.
Er begann seine Karriere 1992 beim Veszprém FC in der NB I., mit dem er 1993 abstieg. Anfang 1995 wechselte er zum Erstligisten Győri ETO FC. Nach einem Jahr ging er zum FC Fehérvár und 1997 schließlich zu Újpest Budapest. Mit Újpest wurde er 1998 Ungarischer Meister und erreichte das Pokal-Finale. In der Qualifikation zur Champions League 1998/99 unterlag Újpest gegen Sturm Graz, so dass der Klub am UEFA-Pokal 1998/99 teilnahm, wo man schon in der ersten Runde ausschied. Auch die Meisterschaft konnte 1999 mit dem dritten Platz nicht verteidigt werden. Nach drei Jahren verließ er den Verein und ging 2000 zu Verbroedering Geel nach Belgien. Dort hatte er aber nur zwei Einsätze und kehrte zurück nach Ungarn zu Vasas Budapest. Mit Vasas überstand er die Qualifikation zum UEFA-Pokal 2000/01, wo man aber in der ersten Runde gegen AEK Athen verlor.
Nach der Saison wechselte er zu NAC Breda in die niederländische Ehrendivision. 2002 erreichte er mit Breda den sechsten Platz. Im folgenden UEFA Intertoto Cup 2002 schied der Klub in der dritten Runde aus. Im nächsten Jahr wurde Breda Vierter. Im UEFA-Pokal 2003/04 schied der Klub aber schon in der ersten Runde gegen Newcastle United aus. Im Februar 2004 wurde Pető bei der Dopingkontrolle nach dem Pokal-Spiel gegen PSV Eindhoven positiv auf ein Nandrolon-Metabolit getestet und für 20 Spiele gesperrt. Er stand noch bis 2007 bei Breda unter Vertrag, aber der Verein spielte nun nicht mehr oben mit. Danach ging er wieder nach Ungarn zu seinem alten Verein Újpest und nach einer kurzen Station bei Lombard Pápa beendete er 2008 seine Laufbahn.
Pető wurde zwischen 1998 und 2002 insgesamt 14-mal in die ungarische Nationalmannschaft berufen.